# Chiffre des francs-maçons

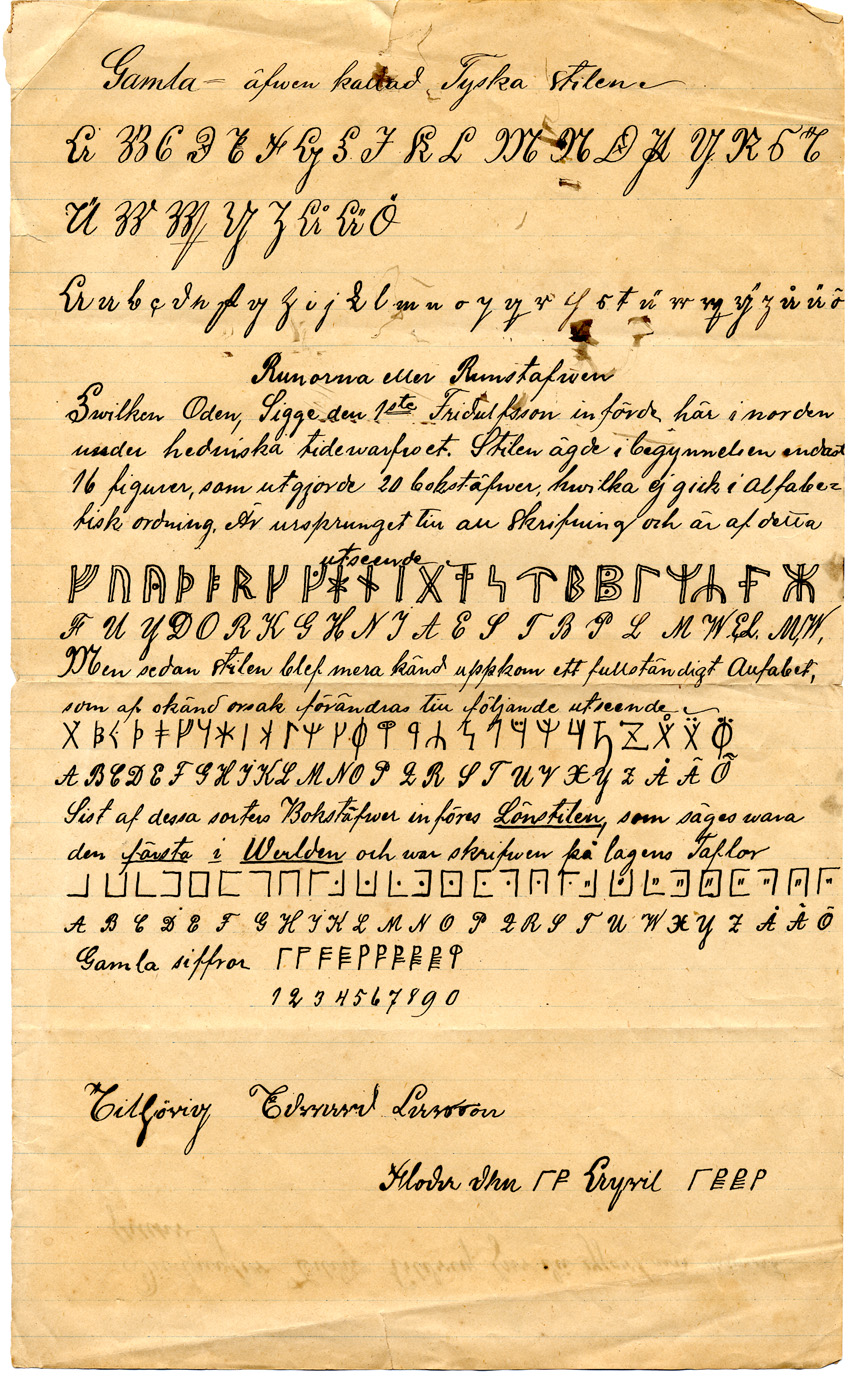
Lettre datée de 1885 contenant de nombreux glyphes dont une ligne utilisant le chiffre des francs-maçons.

Le chiffre des francs-maçons, aussi appelé chiffre pigpen ou chiffre du parc à cochons, est un chiffrement élémentaire par substitution monoalphabétique qui s'appuie sur une construction géométrique mnémotechnique. Possédant de nombreuses variantes et étant simple à utiliser, il possède surtout une valeur pédagogique, artistique et, dans une certaine mesure, historique. Comme toutes les substitutions du même type, ce chiffrement n'oppose aucune difficulté à la cryptanalyse et n'a donc plus d'application industrielle, commerciale ou militaire. Utilisé sporadiquement par quelques sociétés secrètes ou occultistes, le chiffre des francs-maçons reste l'une des substitutions simples les plus connues,.

## Principe général
Le chiffre des francs-maçons est une substitution simple, où chaque lettre de l'alphabet est remplacée par un symbole géométrique. Ce symbole pourrait en principe être arbitraire ; ce qui caractérise le chiffre des francs-maçons et ses variantes c'est l'utilisation d'un moyen mnémotechnique géométrique pour attacher à chaque lettre son symbole. 
La grille mnémotechnique est construite en regroupant les lettres de l'alphabet latin dans des grilles carrées, de taille 2×2 ou 3×3. Si plusieurs grilles de même taille sont présentes, on les distingue par un point (ou tout autre marque diacritique). L'apparence de cette grille évoque un parc à cochons stylisé, d'où l'un des noms de ce chiffre. 
En considérant deux groupes de 9 lettres, et deux groupes de 4 lettres, dans l'ordre alphabétique, on obtient la grille suivante : 

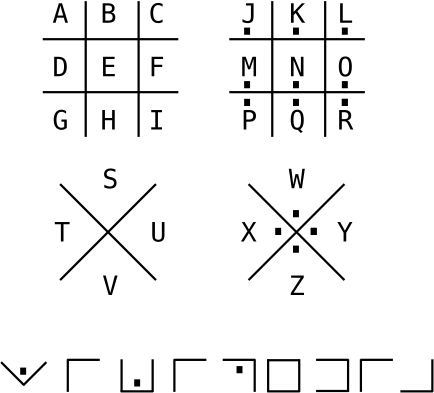
Grille mnémotechnique du chiffre des francs-maçons. En bas, le message « wikipedia » est écrit au moyen des symboles correspondants.

Symboles issus de la grille mnémotechnique ci-dessus.

### Variantes
Il existe de nombreuses variantes de ce chiffre, qui s'articulent sur une ou plusieurs des modifications suivantes  :
- L'ordre des lettres peut ne pas suivre l'ordre alphabétique ;
- Des grilles de différentes tailles peuvent être utilisées ;
- L'alphabet utilisé peut être une extension de l'alphabet latin, pour inclure par exemple des diacritiques ou certaines ligatures propres à la langue utilisée, ou au contraire pour réduire le nombre de signes en fusionnant les allophones ou quasi-allophones[3] (ainsi I = J, C = K = Q, U = V = W, etc.)  ;
- Des symboles plus précis que les points (ou plusieurs points) peuvent être utilisés pour distinguer plusieurs grilles de même taille[4],[5] (par exemple dans le chiffre dit des templiers, qui utilise uniquement des grilles 2×2).

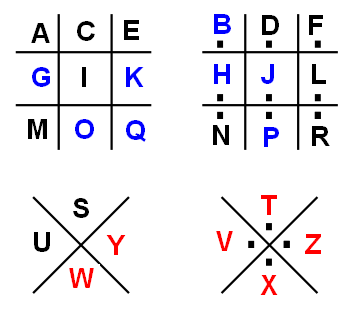
Variante possible de la grille mnémotechnique pour le chiffre des francs-maçons.

## Histoire
D'après Cornelius Agrippa, une version primitive de ce chiffre était en usage chez les membres de la rose-croix autour du XVIe siècle, qui reposait sur l'alphabet hébreu. Toujours selon Agrippa, le rôle de ce remplacement des lettres par des symboles était d'abord lié à des raisons cultuelles, plutôt qu'au souci de protéger le contenu des messages ainsi écrits.
C'est surtout au XVIIIe siècle que la rose-croix et la franc-maçonnerie commencent une utilisation plus systématique du chiffre à des fins de confidentialité, pour conserver notamment les rites et minutes de leurs rencontres, et pour la communication entre responsables de loges. Avant la fin du XVIIIe siècle, le chiffre commence à sortir des cercles maçonniques et apparaît par exemple dans certains manuels de terrain à destination des soldats combattant dans l'armée continentale au cours de la guerre d'indépendance des États-Unis. 
Il est encore et surtout utilisé à des fins de divertissement.